# 3집 The Age Ain't Nothing But A Number
3집 The Age Ain't Nothing But A Number o The Age Ain't Nothing But A Number Vol. 3 es el tercer álbum de estudio de la famosa cantante de Corea del Sur Park Ji Yoon. Fue lanzando en Corea del Sur en agosto de 1999. 

## Lista de canciones
| #   | Título                           | Duración |
| --- | -------------------------------- | -------- |
| 01. | "Intro"                          | 1:15     |
| 02. | "아무것도 몰라요"                | 3:45     |
| 03. | "Love Siganl"                    | 4:17     |
| 04. | "가버려"                         | 3:30     |
| 05. | "Broken"                         | 3:37     |
| 06. | "후애"                           | 4:56     |
| 07. | "여자가 남자를 떠날때"           | 4:05     |
| 08. | "Blue Moon"                      | 4:55     |
| 09. | "싫증"                           | 3:44     |
| 10. | "난 울지도 몰라"                 | 4:30     |
| 11. | "Blessing"                       | 4:25     |
| 12. | "Kiss In The Dark"               | 4:08     |
| 13. | "여자가 남자를 떠날 때 괜찮아요" | 3:43     |
| 14. | "Joyful Joyful"                  | 3:29     |

- Datos: Q5652248